# Phyllothelys westwoodi
Phyllothelys westwoodi är en bönsyrseart som beskrevs av Wood-mason 1876. Phyllothelys westwoodi ingår i släktet Phyllothelys och familjen Mantidae. Inga underarter finns listade i Catalogue of Life.